# Greta Andrén

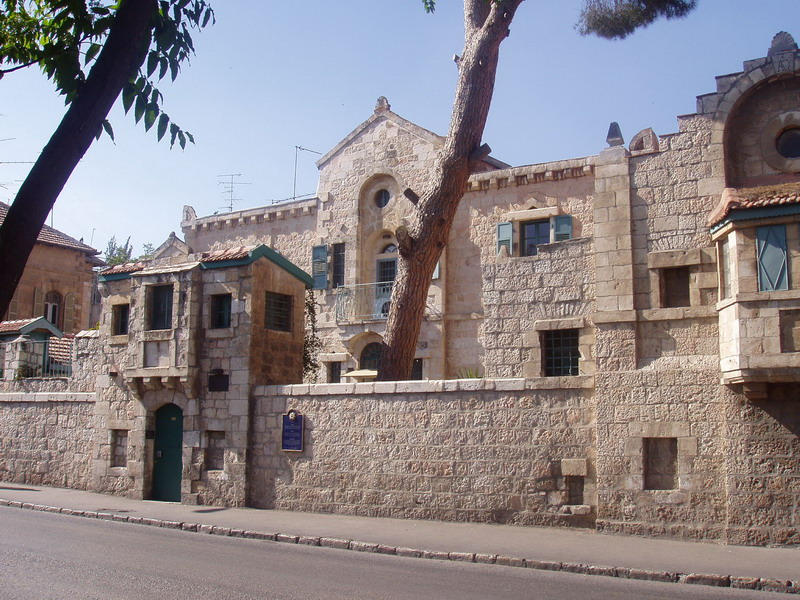
Svenska teologiska institutet i Jerusalem, där Greta ANdrén var husmor 1951-71

Greta Ebba Sofia Andrén, född 4 mars 1909 i Marstrand, död där 31 oktober 1971, var en svensk diakonissa och missionär.
Greta Andrén var en av initiativtagarna till Svenska teologiska institutet i Jerusalem.
Hon utbildade sig på gymnasium i Göteborg, bland annat i hebreiska, och därefter under tre år på Bräcke diakoniinstitut i Göteborg. Hon arbetade därefter på Ersta sjukhus i Stockholm, innan hon 1934 tog kontakt med Birger Pernow på Svenska Israelsmissionen för att arbeta på dess missionsstation i Wien i Österrike.
Hon arbetade i Wien under sju år, och medverkade i Svenska Israelsmissionens arbete att hjälpa förföljda judar att lämna landet. Efter andra världskriget deltog hon i uppbyggnaden av Svenska teologiska institutet i Jerusalem. År 1949 reste hon till Israel för att skaffa en byggnad. Israelsmissionen inköpte på hennes inrådan Beit Tabor på Profeternas gata, vilket från 1950 varit institutets lokal. Hon arbetade sedan som husmor på institutet i Jerusalem fram till 1971, varefter hon flyttade tillbaka till Sverige.